# Arthur Hauffe
Arthur Hauffe (20 décembre 1892 à Wittgensdorf – 22 juillet 1944 à Lviv en Ukraine) est un General der Infanterie allemand qui a servi dans la Heer au sein de la Wehrmacht pendant la Seconde Guerre mondiale.
Il a été récipiendaire de la Croix de chevalier de la Croix de fer. Cette décoration est attribuée pour récompenser un acte d'une extrême bravoure sur le champ de bataille ou un commandement militaire avec succès.

## Biographie
Hauffe s'engage le 25 avril 1912 dans le 171e régiment d'infanterie (de) en tant que porte-drapeau et y est promu lieutenant le 18 décembre 1913.

### Rôle en Roumanie pendant la Seconde Guerre mondiale
Alors qu'il était chef de mission de l'Armée allemande en Roumanie, il signe le 30 août 1941 avec le général Nicolae Tătăranu (en) du quartier général de guerre de la Roumanie l'Accord concernant l'administration de la sécurité, et l'exploitation économique du territoire entre le Dniestr, le Bug et le Dniepr-Bug. Le paragraphe 7 de l'accord portait sur les Juifs dans les camps et les ghettos de la Bessarabie et de la Bucovine, ainsi que les habitants juifs de la Transnistrie : « L'évacuation des juifs à travers le Bug n'est pas possible maintenant. Ils doivent donc être concentrés dans des camps de travail et utilisés pour divers travaux jusqu'à ce que, une fois que les opérations seront terminées, leur évacuation vers l'Est sera possible ». L'accord est clair et montre que le but était de « nettoyer » les territoires de leurs habitants juifs.

### Rôle dans la défaite allemande en Ukraine du Nord
Arthur Hauffe est général d'infanterie pendant l'offensive de Lvov–Sandomierz. L'offensive de Lvov-Sandomierz était une opération majeure de l'Armée rouge pour attaquer les troupes allemandes d'Ukraine et de l'Est de la Pologne, qui a été lancée à la mi-juillet 1944. Durant cet engagement militaire, le général Hauffe n'a pas réussi à préparer le retrait de ses troupes quand elles ont été menacées d'encerclement. Il a également omis de se présenter au quartier général lors de la phase finale de l'offensive du 20 au 22 juillet 1944 forçant ainsi le lieutenant général Wolfgang Lange à assumer le commandement de la XIII. Armeekorps. L'inaction du Général Hauffe a condamné les trois divisions du XIII.Armeekorps et du Korps-Abteilung C dans le saillant de Brody de l'anéantissement par l'Armée rouge. Il a été capturé par les troupes soviétiques le 22 juillet 1944 et est mort plus tard le même jour quand il a sauté sur une mine près de Lviv en Ukraine.

## Promotions
| Fähnrich               | 27 janvier 1913   |
| Leutnant               | 18 décembre 1913  |
| Oberleutnant           | 27 janvier 1917   |
| Rittmeister/Hauptmann  | 1er mai 1924      |
| Major                  | 1er octobre 1932  |
| Oberstleutnant         | 1er janvier 1935  |
| Oberst                 | 1er août 1937     |
| Generalmajor           | 1er juin 1941     |
| Generalleutnant        | 1er janvier 1943  |
| General der Infanterie | 1er novembre 1943 |

## Décorations
- Croix de fer (1914)
  - 2e classe
  - 1re classe
- Croix hanséatique de Hambourg
- Croix de chevalier 2e classe de l'ordre du Lion de Zaeringen avec glaives
- Croix d'honneur
- Agrafe de la Croix de fer (1939)
  - 2e classe
  - 1re classe
- Médaille du Front de l'Est
- Croix allemande en Or (11 avril 1944)
- Croix de chevalier de la Croix de fer
  - Croix de chevalier le 25 juillet 1943 en tant que Generalleutnant et commandant de la 46e division d'infanterie[1]
- Ordre de Michel le Brave 3e classe (14 octobre 1941)